# Robert Goulet
Robert Goulet (Lawrence, Massachusetts, Estados Unidos, 26 de noviembre de 1933-Los Ángeles, California, Estados Unidos, 30 de octubre de 2007) fue un actor y cantante barítono estadounidense.

## Carrera
Saltó a la fama en 1960 cuando interpretó el papel de Lancelot en el musical Camelot, uno de los mayores éxitos de Broadway durante la década de 1960. En esa obra trabajó junto a los actores británicos Julie Andrews y Richard Burton, quienes tuvieron los papeles principales.
Hijo de padres canadienses, en el momento de su deceso las autoridades de Ottawa (Canadá) estudiaban una solicitud de naturalización que había presentado este año, informaron fuentes de su familia.
Durante su carrera como cantante, Goulet publicó 15 álbumes con baladas y, aunque en los últimos años no tuvo gran actividad, en 2005 reapareció en una versión para Broadway de La Cage aux Folles.
El cantante hizo sus estudios en Canadá, donde pasó sus años formativos como artista.
Tras terminar sus estudios secundarios, recibió una beca del Conservatorio Real de Música de Toronto, donde estudió con los famosos barítonos George Lambert y Ernesto Vinci.
En 1952 participó en un concurso para artistas de la televisión canadiense, lo que significó presentaciones en programas como Singings Stars of Tomorrow y Opportunity Knocks.
Su gran oportunidad se presentó en 1959, cuando el libretista Alan Jay Lerner y el compositor Frederick Loewe buscaban sin gran éxito un barítono para interpretar el papel de Lancelot en Camelot. La obra se inauguró en Toronto en octubre de 1960 y después continuó con gran éxito en Broadway (Nueva York).
Asimismo, uno de sus papeles más recordados para la televisión fue el de doble agente en la serie sobre dramas de la II Guerra Mundial Blue Light. En 1991 interpretó el papel de Quentin Hapsburg en la comedia cinematográfica The Naked Gun 2½: The Smell of Fear.
Goulet se casó en 1982 en Las Vegas con Vera Novak, siendo su tercer matrimonio. Además de su viuda, le sobreviven Nicolette, concebida en su primer matrimonio, y Christopher y Michael, de su segundo matrimonio con la cantante y actriz Carol Lawrence.
Robert Goulet murió en Los Ángeles (EE. UU.), a los 73 años, cuando esperaba un trasplante de pulmón, informaron fuentes de su familia.
La operación debía llevarse a cabo en el Centro Médico Cedars-Sinai, donde el barítono fue ingresado en septiembre de 2007, tras detectársele una forma de fibrosis pulmonar.
Había sido trasladado desde Las Vegas (Nevada EE. UU.) cuando se determinó que "no sobrevivirá sin un trasplante pulmonar de emergencia", según informó una fuente allegada al cantante.
Robert Goulet apareció en la serie animada Los Simpson en el capítulo Springfield próspero o el problema del juego de la quinta temporada, cantando en el casino de Bart.